# Göle
Göle (en kurde : Mêrdînik) est une ville et un district de la province d'Ardahan dans la région de l'Anatolie orientale en Turquie.

## Histoire
En 1906, un tremblement de Terre à Göle fera environ 2000 victimes.